# 北久里濱站

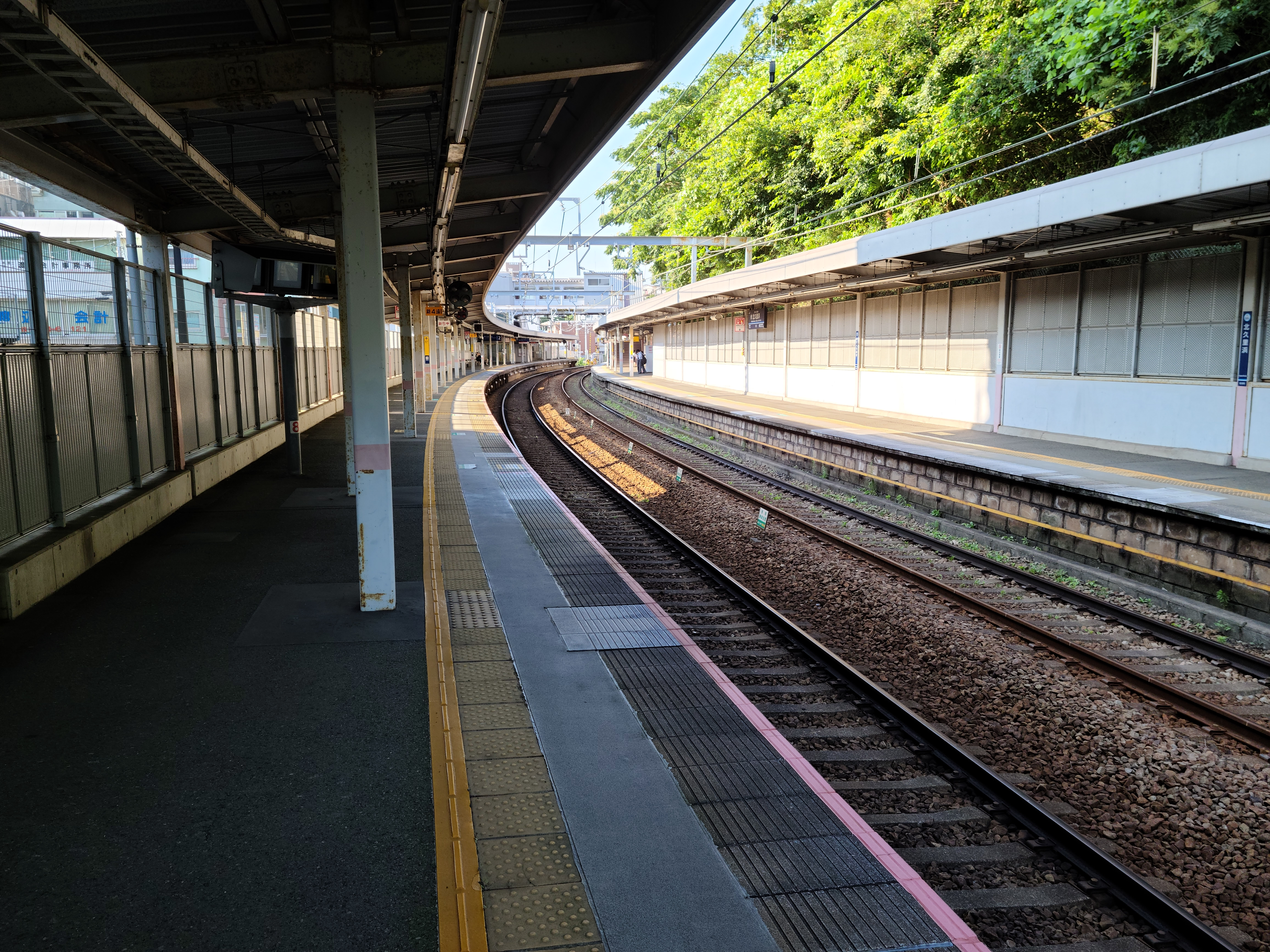
月台（2020年8月）

北久里濱站（日语：／ Kitakurihama eki */?）是位於日本神奈川縣橫須賀市根岸町，屬於京濱急行電鐵久里濱線的鐵路車站。車站編號是KK66。

## 年表
- 1942年（昭和17年）12月1日 - 車站啟用，當時稱為昭南站。[2]
- 1948年（昭和23年）
  - 2月1日 - 車站改稱湘南井田站。
  - 6月1日 - 京濱急行電鐵成立，本站為京急久里濱線車站。
- 1954年（昭和29年）6月15日 - 久里濱線橫須賀堀內站（現堀之內站） - 本站間複線化。
- 1959年（昭和34年）3月15日 - 本站 - 湘南久里濱站（現京急久里濱站）間複線化。
- 1963年（昭和38年）11月1日 - 更名為北久里濱站。
- 1985年（昭和60年）12月7日 - 新站房啟用。
- 1999年（平成11年）7月31日 - 升格為快特停車站。
- 2006年（平成18年）4月 - 月台天橋設置電梯。

## 車站結構
本站為側式月台2面2線地面車站。驗票口在2號線月台側（西側）北方，入口階梯旁有高低差非常低的電梯（階梯11段）。兩月台之間的天橋設有電梯。月台整體位於彎道上，早晨尖峰時刻月台配有站員巡守。本站的簡易自動廣播分別由1號線的關根正明和2號線的大原沙耶香配音。

### 月台配置
| 月台 | 路線     | 方向 | 目的地                           |
| ---- | -------- | ---- | -------------------------------- |
| 1    | 久里濱線 | 下行 | 京急久里濱、三浦海岸、三崎口方向 |
| 2    | 久里濱線 | 上行 | 橫須賀中央、橫濱、品川、新橋方向 |

## 使用情況
2016年度1日平均上下車人次為27,261人，京急線全部72個車站當中排行第23位。由於周邊居民較多使用，路線巴士也集合了鄰近住宅地區的乘客，因此在久里濱線內使用量僅次於京急久里濱站。
近年1日平均上車人次與上下車人次的推移如下表。
| 年度               | 1日平均 上下車人次 | 1日平均 上車人次 | 來源     |
| ------------------ | ------------------ | ---------------- | -------- |
| 1995年（平成07年） |                    | 14,733           | [ * 1 ]  |
| 1998年（平成10年） |                    | 13,143           | [ * 2 ]  |
| 1999年（平成11年） |                    | 13,125           | [ * 3 ]  |
| 2000年（平成12年） |                    | 13,513           | [ * 3 ]  |
| 2001年（平成13年） |                    | 13,315           | [ * 4 ]  |
| 2002年（平成14年） | 26,702             | 13,308           | [ * 5 ]  |
| 2003年（平成15年） | 26,334             | 13,016           | [ * 6 ]  |
| 2004年（平成16年） | 26,620             | 13,193           | [ * 7 ]  |
| 2005年（平成17年） | 26,628             | 13,215           | [ * 8 ]  |
| 2006年（平成18年） | 26,672             | 13,237           | [ * 9 ]  |
| 2007年（平成19年） | 26,457             | 13,104           | [ * 10 ] |
| 2008年（平成20年） | 26,283             | 13,064           | [ * 11 ] |
| 2009年（平成21年） | 25,857             | 12,831           | [ * 12 ] |
| 2010年（平成22年） | 25,188             | 12,499           | [ * 13 ] |
| 2011年（平成23年） | 24,970             | 12,367           | [ * 14 ] |
| 2012年（平成24年） | 25,196             | 12,485           | [ * 15 ] |
| 2013年（平成25年） | 27,332             | 13,543           | [ * 16 ] |
| 2014年（平成26年） | 27,085             | 13,427           | [ * 17 ] |
| 2015年（平成27年） | 27,581             | 13,646           | [ * 18 ] |
| 2016年（平成28年） | 27,261             |                  |          |

## 車站周邊
站前與車站往西的北久里濱商店會在以前有各式商店延伸至根岸公園附近，2000年代以後開始由餐廳取代。車站東側是位於高台上的住宅區。橫須賀線在平作川南側往京急久里濱站方向延伸。
- 根岸公園（交通公園、游泳池）
- 北久里濱商店街（日语：北久里浜商店街振興組合）
- 坂倉（さかくら）總本店、北久里濱店（和菓子）
- 橫濱銀行北久里濱支店
- 湘南信用金庫（日语：湘南信用金庫）北久里濱支店
- 神奈川信用金庫（日语：かながわ信用金庫）北久里濱支店
- JA橫須賀葉山（日语：よこすか葉山農業協同組合）北久里濱店
- FUJI（日语：富士シティオ）北久里濱店
- SPARK（日语：ユニオネックス）北久里濱店
- 湘南學院高等學校（日语：湘南学院高等学校）

## 巴士路線
巴士由京濱急行巴士運行。有許多網近鄰住宅團地的路線。
站房與國道134號之間有公車圓環。有多條本站起訖的路線。圓環內有1、2號乘車處與下車專用巴士站，面對國道上有3號乘車處。
1號乘車處
森崎線 - 市立高校、衣笠十字路方向
2號乘車處
岩戶線 - 岩戶團地、YRP野比站、岩戶養護學校方向
3號乘車處
工業團地線 - 久里濱工業團地、JR久里濱站方向

## 相鄰車站
京濱急行電鐵
 久里濱線
□早晨翼號
通過
□京急翼號（堀之內站以南為各站停車）
新大津（KK65）→北久里濱（KK66）→京急久里濱（KK67）
■快特、■特急（金澤文庫站以北為快特）、■特急（堀之內站以南為各站停車）、■普通
新大津（KK65）－北久里濱（KK66）－京急久里濱（KK67）

## 外部連結
- 北久里濱站（各站資訊） - 京濱急行電鐵